# Поряд з вами
«Поряд з вами» (інша назва: «Машиністки») — радянський чорно-білий художній фільм-мелодрама 1967 року, знятий режисером Юрієм Дубровіним на кіностудії «Білорусьфільм».

## Сюжет
На одному з великих мінських заводів у машбюро працюють дві співробітниці, Катя і Нюся. Вони живуть разом у Катіній кімнаті, у двокімнатній квартирі. Катя воювала, була одружена. Чоловік давно помер. Нюся живе спогадами про Петра, з яким товаришувала, коли він проходив службу в армії у її рідному місті. Катя — чуйна, чесна, добра, хоча зовні дещо різкувата людина. До неї всі звертаються по допомогу. Вона допомогла і Нюсі, яка опинилася у тяжкому становищі після смерті батька. Тому Нюся довго не наважується сказати Каті, що її розшукав Петя і кличе жити до себе, до іншого міста.

## У ролях
- Олександра Климова — Катерина Дмитрівна, Катя, вдова
- Анна Дубровіна — Анна Олександрівна, Нюся, друкарка
- Володимир Поночевний — Римницький, технолог за професією, журналіст-початківець
- Валентина Сперантова — Ніна Іванівна, сусідка Каті по квартирі
- Віктор Тарасов — Ричков
- Микола Єременко — перехожий
- Ростислав Шмирьов — Петя, хлопець
- Зінаїда Броварська — Надія Петрівна, сусідка Каті по дому
- Нінель Жуковська — Віра
- Галина Рогачова — Щукіна, сусідка Каті по дому
- Наталія Тарасенко — епізод
- Павло Кормунін — Василь Портнов
- Степан Хацкевич — робітник
- Віктор Шрамченко — робітник заводу
- Лев Михайлов — епізод
- А. Зайцев — епізод
- Юрій Сидоров — однополчанин
- Євген Новиков — епізод
- Г. Зубаревський — епізод
- Адольф Ільїн — пасажир
- Марія Зінкевич — провідниця

## Знімальна група
- Режисер — Юрій Дубровін
- Сценарист — Олена Каплінська
- Оператор — Володимир Окулич
- Художник — Володимир Бєлоусов